# 禾叶风毛菊
禾叶风毛菊（学名：Saussurea graminea）是菊科风毛菊属的植物，为中国的特有植物。分布于中国大陆的甘肃、西藏、四川、云南等地，生长于海拔3,400米至5,350米的地区，一般生长在山坡草地、河滩草地、草甸或杜鹃灌丛，目前尚未由人工引种栽培。